# Esquivias (kommun)
Esquivias är en kommun i Spanien.   Den ligger i provinsen Toledo och regionen Kastilien-La Mancha, i den centrala delen av landet, 30 km söder om huvudstaden Madrid. Antalet invånare är 5 507.